# Ганна-Катрі Аалто
Ганна-Катрі Аалто (фін. Hanna-Katri Aalto; нар. 24 травня 1978) — колишня фінська тенісистка.
Найвищу одиночну позицію світового рейтингу — 492 місце досягла 12 жовтня 1998, парну — 362 місце — 13 травня 1996 року.
Здобула 3 парні титули туру ITF WTA ATP.

## Фінали ITF

### Парний розряд: 8 (3–5)
| Результат | Ранг | Дата           | Турнір              | Покриття   | Партнерка       | Суперниці                         | Рахунок       |
| --------- | ---- | -------------- | ------------------- | ---------- | --------------- | --------------------------------- | ------------- |
| Поразка   | 1.   | 21 квітня 1996 | Елваш, Португалія   | Тверде     | Кірсі Лампінен  | Клер Тейлор Тесса Прайс           | 2–6, 3–6      |
| Перемога  | 1.   | 28 квітня 1996 | Azeméis, Португалія | Тверде     | Кірсі Лампінен  | Кільдін Шевальє Крістіна Тріска   | 6–0, 6–2      |
| Поразка   | 2.   | 6 липня 1997   | Лог'я, Фінляндія    | Ґрунт      | Кірсі Лампінен  | Аннемарі Міккерс Анніка Ліндстедт | 1–6, 1–6      |
| Перемога  | 2.   | 7 червня 1998  | Анталія, Туреччина  | Тверде     | Minna Rautajoki | Такасе Аямі Марина Самойленко     | 6–2, 6–4      |
| Поразка   | 3.   | 24 січня 1999  | Бостад, Швеція      | Тверде (i) | Кірсі Лампінен  | Рената Кучерова Бланка Кумбарова  | 4–6, 3–6      |
| Перемога  | 3.   | 23 травня 1999 | Елваш, Португалія   | Тверде     | Кірсі Лампінен  | Ана Катаріна Ногейра Такасе Аямі  | 6–4, 6–4      |
| Поразка   | 4.   | 27 червня 1999 | Бостад, Швеція      | Ґрунт      | Кірсі Лампінен  | Minna Rautajoki Марія Вольфбрандт | 6–1, 2–6, 4–6 |
| Поразка   | 5.   | 8 серпня 1999  | Періге, Франція     | Ґрунт      | Фудзівара Ріка  | Селіма Сфар Джоан Ворд            | 4–6, 3–6      |